# Granulometría

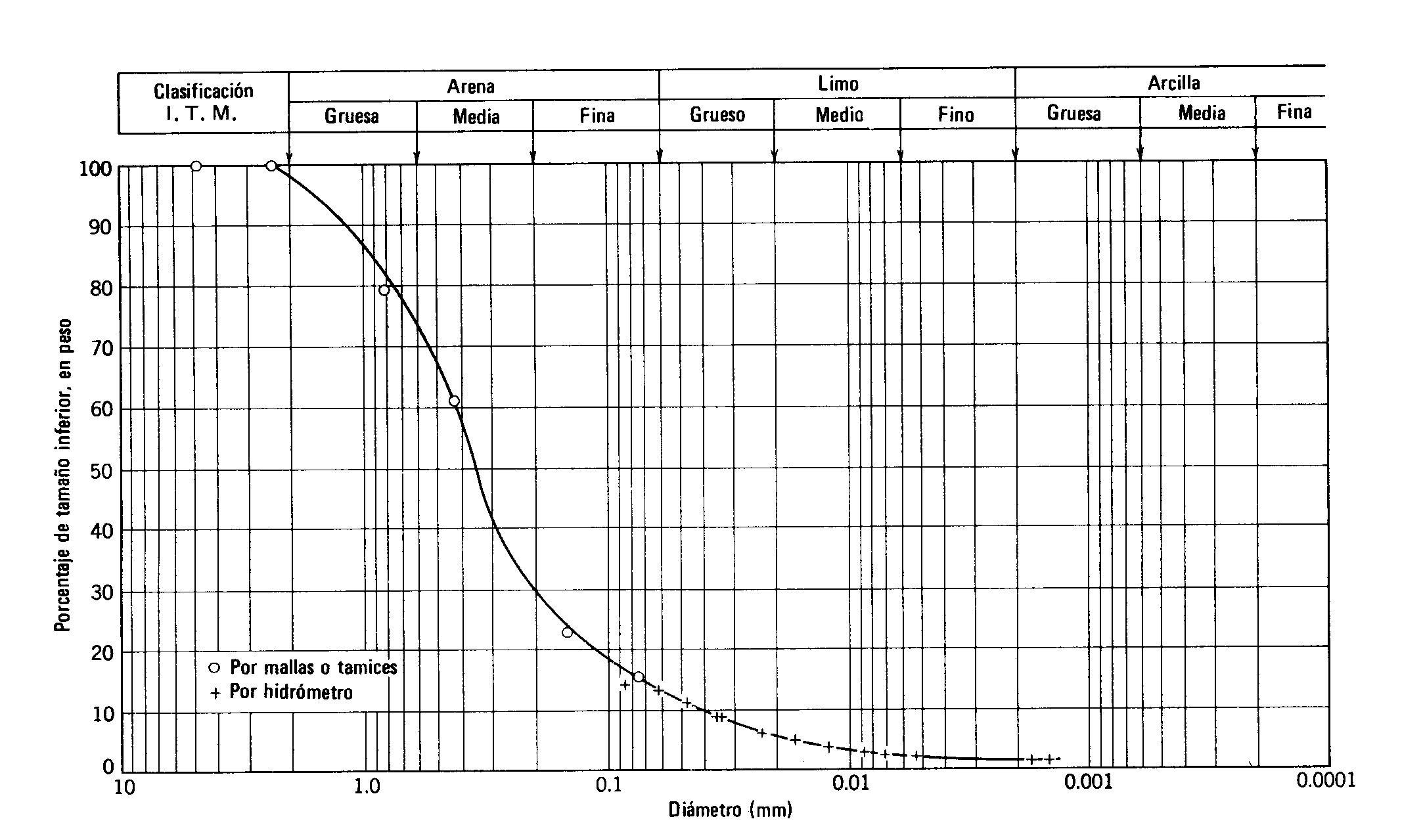
Gráfica de la distribución por tamaños de un material granular

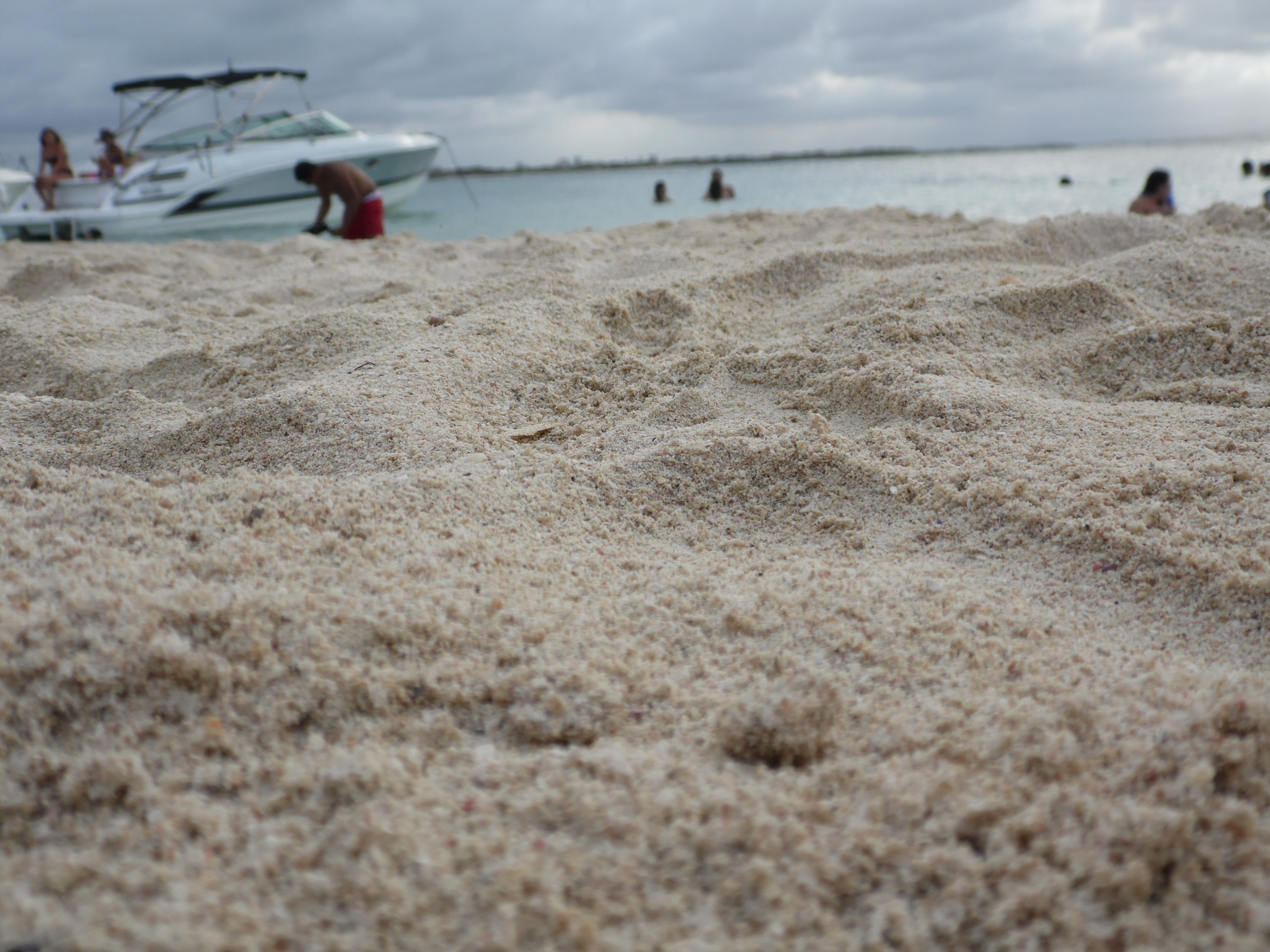
Arena de una playa, ejemplo de un material granular natural

La granulometría es el estudio de la distribución estadística de los tamaños de una colección de elementos de un material sólido fraccionado o de un líquido multifásico.
El análisis granulométrico es el conjunto de operaciones cuyo fin es determinar la distribución del tamaño de los elementos que componen una muestra.
La distribución del tamaño de las partículas es la representación, en forma de tablas, números o gráficos, de los resultados obtenidos experimentalmente.
El análisis de la distribución estadística de la forma del grano a veces se asocia con el análisis del tamaño de partícula, mediante un sistema de correlación basado en el granulomorfismo de la muestra.

## Noción de diámetro de una partícula
La distancia entre una línea recta D y una recta paralela en esta dirección se llama diámetro de Feret (Df), de modo que la proyección completa del grano se encuentra entre estas dos líneas. Si se rota la recta D alrededor del grano, se encontrará una posición de D para la que Df es máxima (el exo-diámetro) y otra para la que es mínima (el meso-diámetro).
La relación entre el área proyectada por la partícula y la superficie del círculo que tiene un diámetro igual al exodiámetro define lo que se llama el coeficiente de forma del grano.

## Noción de diámetro equivalente
Lo que se llama tamaño de un grano es en realidad su diámetro equivalente (De), que se define como el diámetro de la esfera que se comportaría de manera idéntica durante la operación de análisis de tamaño que la partícula seleccionada.
Por ejemplo, una partícula laminar (como por ejemplo de arcilla, caolín o talco) no tiene el mismo tamaño dependiendo de si se mide con un granulómetro de sedimentación o con un granulómetro láser. Por lo tanto, siempre es importante indicar con la distribución de tamaño de una población de granos el método de medición utilizado.

## Principales métodos de medición
1. Tamizado en seco: superior a 100 μm
2. Tamizado en húmedo: superior a 30 μm
3. Sedimentometría: 1μm a 100μm
4. Centrifugación analítica: 0.01 μm a 20 μm
5. Difracción láser: 0.01 μm a 3 mm
6. Microscopía: 50 μm a 1 mm
7. Potencial Zeta: 3 nm a 10 μ

### Tamizado

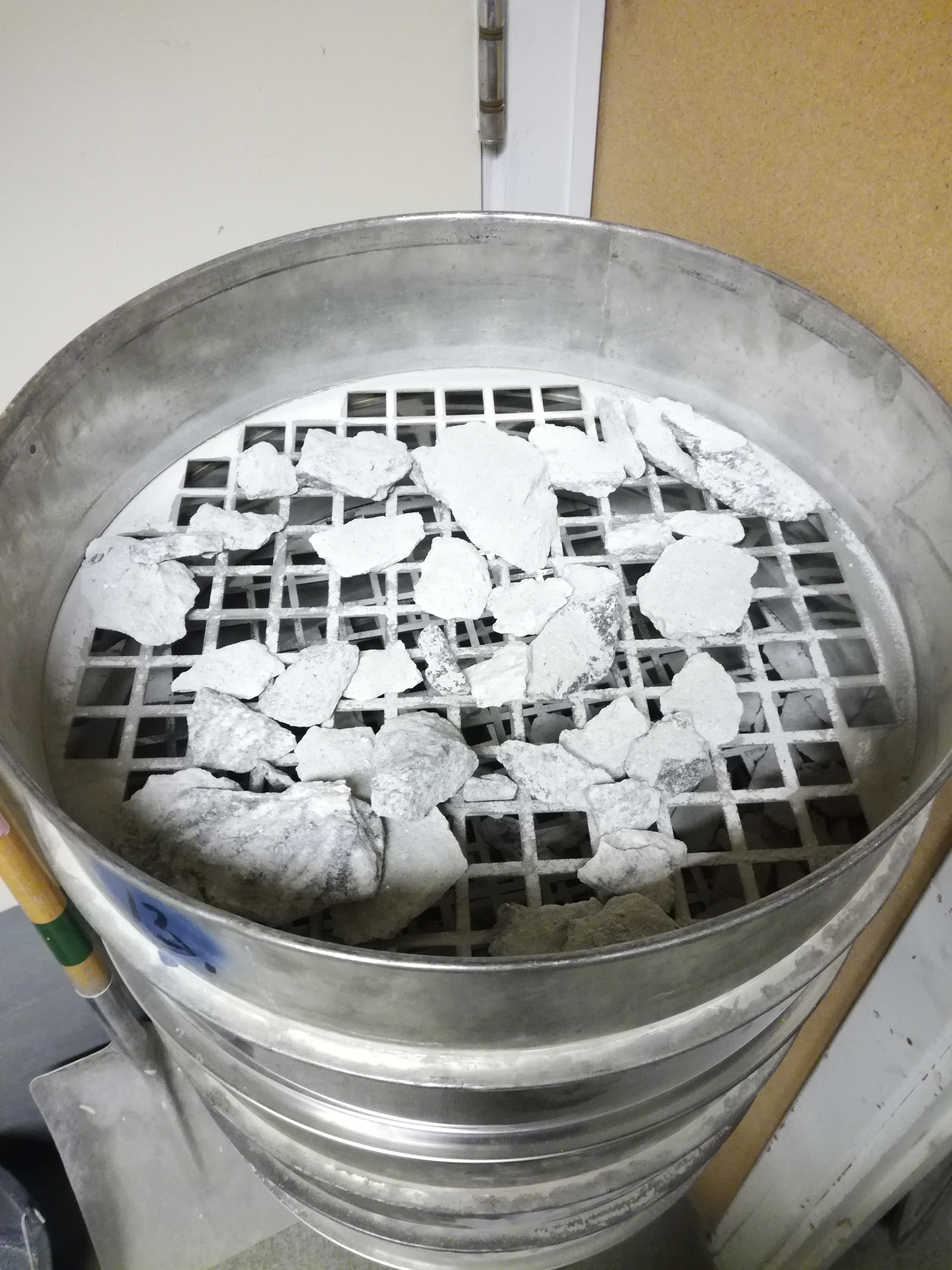
Conjunto de cedazos normalizados utilizados en ensayos geotécnicos

Este es el método más antiguo y todavía se usa ampliamente porque es el más económico. Consiste en medir el peso del material que pasa a través de un cedazo con una malla calibrada. Los tamices se superponen disminuyendo la malla y se mide el peso del material retenido en cada tamiz.
Esta operación se puede llevar a cabo en seco, y vibrando la totalidad de la columna de tamices en el caso de granos de tamaño relativamente grande. Cuando la población de granos tiene algunos elementos muy finos, se puede utilizar una depresión que forme una corriente de aire controlada. Cuando el tamaño del grano es menor que 300 µm, es necesario operar bajo una corriente de agua (o alcohol para productos no solubles en agua). Cada residuo se seca y se pesa.

### Sedimentometría

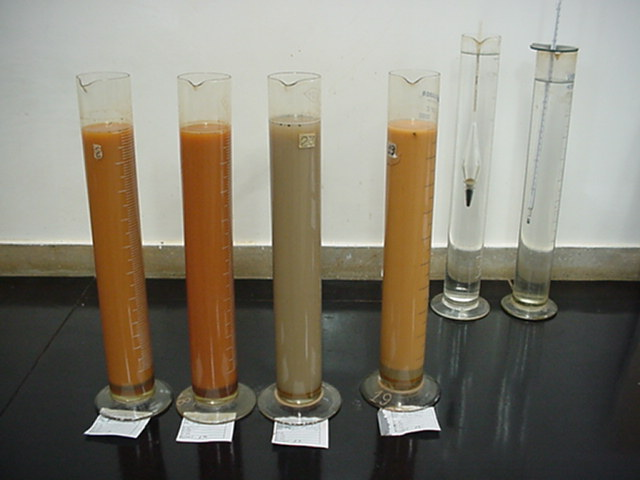
Ensayo de sedimentación

El método consiste en medir el tiempo de sedimentación que requieren los finos en una columna de agua, es decir, la velocidad de caída de las partículas.
A partir del ley de Stokes, se determina el tamaño de los granos, siendo:
- v: velocidad de sedimentación (m/s)
- g: aceleración de la gravedad
- Δγ: diferencia de densidad entre las partículas y el fluido (kg/m³)
- μ: viscosidad (Pa·s)
- r: {\displaystyle {\sqrt {\text{9 μ v/(2 g Δγ)}}}}

Hay diferentes métodos:
- Balanza de Martin
- Pipeta de Andreasen
- Sedimentometría bajo rayos X

La escala de Martin mide la cantidad de material depositado en una bandeja en función del tiempo. Con la pipeta Andreasen, la concentración de la suspensión se mide en un momento dado y en una altura determinada. La sedimentometría de rayos X mide la absorción de radiación por la suspensión a una altura determinada y un tiempo determinado que depende de la concentración.

### Centrifugación analítica
El principio de la centrifugación es idéntico al de la sedimentación, el fraccionamiento de partículas o gotitas dispersadas en un líquido portador (fase continua) se deposita de acuerdo con sus diferencias en tamaño y densidad, según lo descrito por la ley de Stokes. Aquí el valor de "g" es variable y se calcula a partir de la velocidad angular del centrífugado, la masa de la muestra y la distancia desde el centro de rotación. Esta técnica es separativa, la centrifugación permite el fraccionamiento de las partículas y un dispositivo óptico permite cuantificar las diferentes fracciones. Este enfoque se recomienda para la resolución de sistemas polidispersados multimodales. Cada fracción separada puede analizarse independientemente de las otras poblaciones presentes en la muestra. La diferencia con la sedimentometría convencional es que puede acelerar la migración de las nanopartículas o los nanoobjetos y discriminar hasta los 10 nm, el límite inferior de cuantificación.
La suspensión o emulsión a analizar se inserta sin dilución previa en un recipiente transparente y se atraviesa con un haz de radiación de luz (visible, rayos X, infrarroja...). La principal ventaja de esta técnica es que permite obtener una distribución del tamaño de partículas independiente de las propiedades ópticas de los materiales dispersos. Los cambios en la densidad óptica debidos al desplazamiento de las fracciones se monitorizan durante la centrifugación para determinar la tasa de migración y se obtiene una distribución de tamaño de grano ponderada por la velocidad de migración de los objetos Q(v). Esta distribución se puede convertir en intensidad, masa o volumen, aunque será necesario determinar la densidad de las partículas y la viscosidad del líquido portador para resolver la ecuación de Stokes y calcular el diámetro esférico equivalente.
Las nanopartículas figuran entre las composiciones transparentes e incoloras que absorben la radiación infrarroja.

### Difracción láser
El granulómetro láser se basa en el principio de difracción de la luz. Las partículas suspendidas (en agua o en una corriente de aire) difractan la luz emitida por un haz láser. La distribución espacial de esta luz, una función del tamaño de partícula, se registra mediante un conjunto de fotodiodos. El análisis de esta distribución en el plano focal permite determinar la proporción de cada clase dimensional. La interpretación se realiza utilizando la teoría de Fraunhofer. Sin embargo, este método está limitado por un lado por la longitud de onda del rayo láser y por la transparencia de los granos. De hecho, la teoría de Fraunhofer asume partículas opacas pero también significativamente más grandes que la longitud de onda de la luz. Por lo tanto, se han desarrollado nuevos métodos para analizar la distribución espacial de la luz a partir de la teoría de Rayleigh-Mie. En este caso, se tienen en cuenta la difracción, la refracción, la reflexión y la absorción de la luz por los granos. Esto permite mediciones de tamaños mucho más pequeños.

### Análisis de imágenes

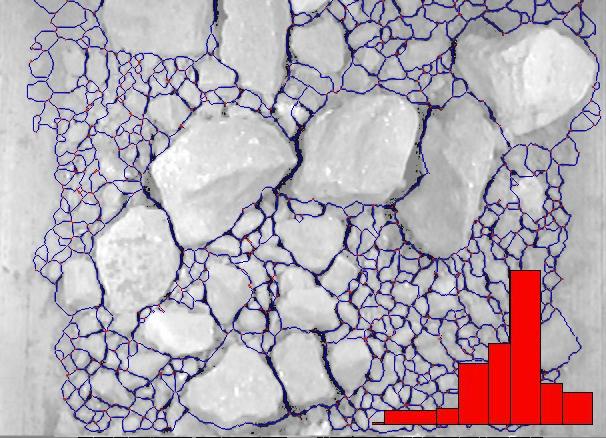
Reconocimiento informático del tamaño de las partículas de una arena

En este método, se realiza una fotografía de los granos con un microscopio. La imagen resultante se analiza utilizando programas de ordenador especializados, capaces de contabilizar y dimensionar el número de píxeles asociados a la imagen de cada una de las partículas, y luego los asocia con una elipse (o un cuadrado, o un rombo) que define la forma general del grano. Así se obtiene una descripción numérica y geométrica del conjunto granular que permite establecer distribuciones en número, en superficie y en forma (granulomorfismo). El análisis de imágenes también permite determinar el color de los granos, lo que permite establecer curvas diferenciadas según la naturaleza de los granos.

## Representación de las distribuciones de tamaño de partícula

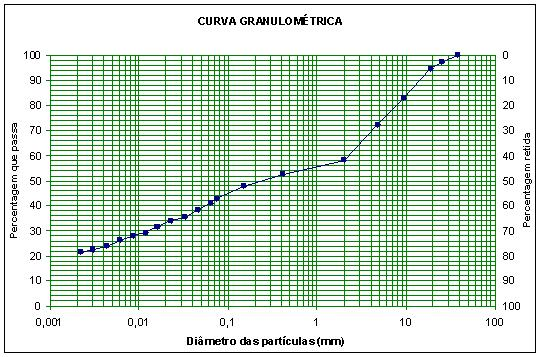
Curva granulométrica representada mediante un gráfico semilogarítmico

El modo más clásico y frecuente de representación de las distribuciones de tamaño de partícula es el diagrama semi-logarítmico. Los tamaños se representan en el eje de la abscisa mediante una escala logarítmica de base 10 (generalmente en μm) y las ordenadas en una escala aritmética, de 0 a 100 %.
En ocasiones se encuentran representaciones logarítmicas normales (abscisa logarítmica y ordenada según la distribución normal de Gauss).
También hay distribuciones de ordenadas especiales, como la de Rosin-Rammler (1933) o la de Gaudin-Schumann (1948). En estos puntos de referencia, las distribuciones suelen estar representadas por una o dos líneas. Se utilizan en trabajos de separación granulométrica. Derivan de la siguiente ecuación básica, siendo q (x) la proporción en peso de las partículas para un diámetro dado x:
q(x) = axm e(-bxn)
- m = n-1 y a = nb (Rosin-Rammler)
- b = 0 a = (m+1) / (xom + 1) (Gaudin-Schumann)

## Áreas de aplicación

### Meteorología
En meteorología, la distribución del tamaño de las gotas de lluvia según su diámetro (D) resulta de tres procesos que contribuyen a la formación de las gotas: la condensación del vapor de agua en una gota, el acrecimiento de pequeñas gotas en más gotas más grandes y las colisiones entre gotas de tamaño similar. Dependiendo del tiempo transcurrido en la nube, el movimiento vertical en su interior y la temperatura ambiente, se habrá acumulado una historia muy variada y una distribución de diámetros que oscilará desde unas pocas decenas de micrómetros hasta algunos milímetros. El estudio del tamaño de partícula de las gotas permite comprender mejor estos fenómenos y calibrar los radares meteorológicos.

### Geología, geotecnia y construcción

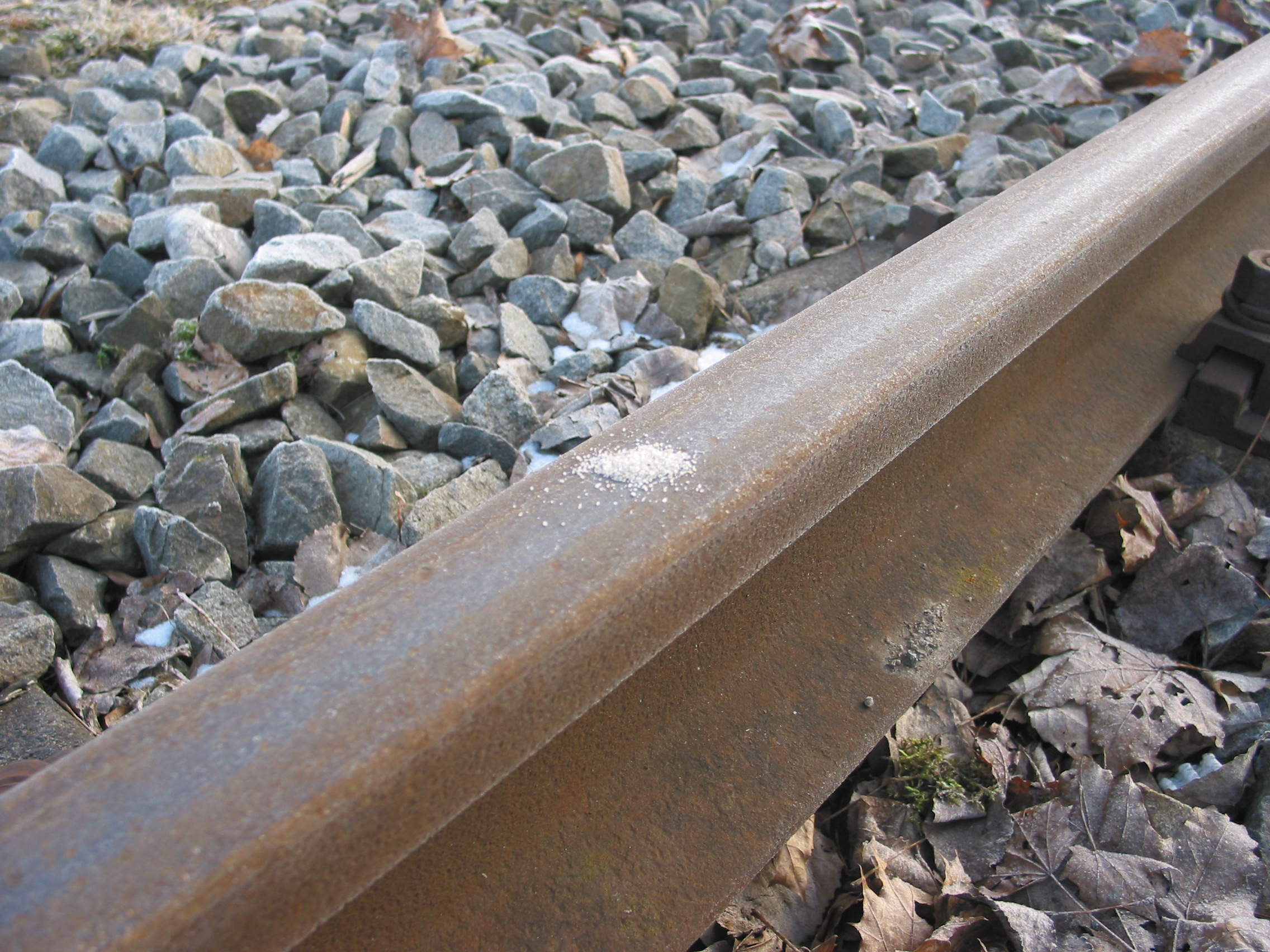
Balasto utilizado en las vías del ferrocarril, ejemplo de un material de construcción entre cuyas características figura una determinada composición granulométrica

El análisis granulométrico hace posible definir varias clases de materiales independientemente de su naturaleza química. La siguiente tabla corresponde al estándar francés NF P18-560 utilizado en particular en la construcción de carreteras:
| Máximo | Denominación   | Mínimo |
| ------ | -------------- | ------ |
| 200 mm | Guijarros      | 20 mm  |
| 20 mm  | Gravas         | 2 mm   |
| 2 mm   | Arenas gruesas | 0,2 mm |
| 0,2 mm | Arenas finas   | 20 µm  |
| 20 µm  | Limos          | 2 µm   |
| 2 µm   | Arcillas       |        |

Otras tres clasificaciones habituales:
| Máximo | Denominación | Mínimo |
| ------ | ------------ | ------ |
|        | Bloques      | 100 mm |
| 100 mm | Guijarros    | 10 mm  |
| 10 mm  | Gravas       | 1 mm   |
| 1 mm   | Arenas       | 100 µm |
| 100 µm | Aleuritas    | 10 µm  |
| 10 µm  | Pelitas      |        |

| Máximo   | Denominación      | Mínimo   |
| -------- | ----------------- | -------- |
|          | Bloques           | 256 mm   |
| 256 mm   | Guijarros gruesos | 64 mm    |
| 64 mm    | Gravas            | 4 mm     |
| 4 mm     | Gránulos          | 2 mm     |
| 2 mm     | Arenas            | 1/16 mm  |
| 1/16 mm  | Limos             | 1/256 mm |
| 1/256 mm | Arcillas          |          |

| Máximo  | Denominación | Mínimo  |
| ------- | ------------ | ------- |
|         | Ruditas      | 2 mm    |
| 2 mm    | Arenitas     | 1/16 mm |
| 1/16 mm | Lutitas      |         |

Otras denominaciones también se derivan de estos conceptos, por ejemplo la definición de suelos granulados, que comprenden más del 50% de elementos de granulometría superiores a 80 µm. Se dividen en dos familias:
- Gravas si más del 50% de los elementos > 80 µm tienen un diámetro > 2 mm;
- Arenas si más del 50% de elementos > 80 µm tienen un diámetro < 2 mm.

#### Industria del petróleo

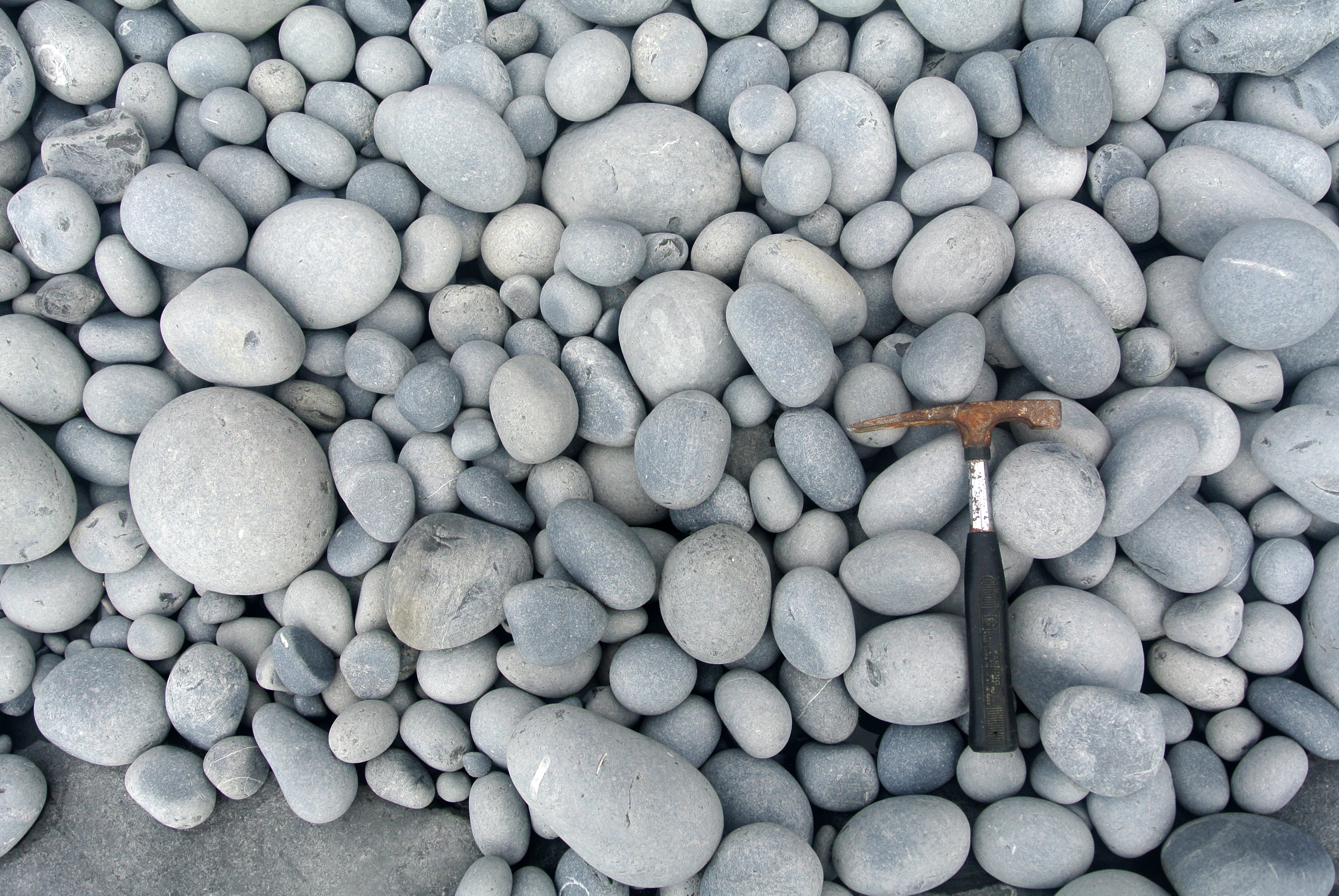
Cantos rodados o guijarros

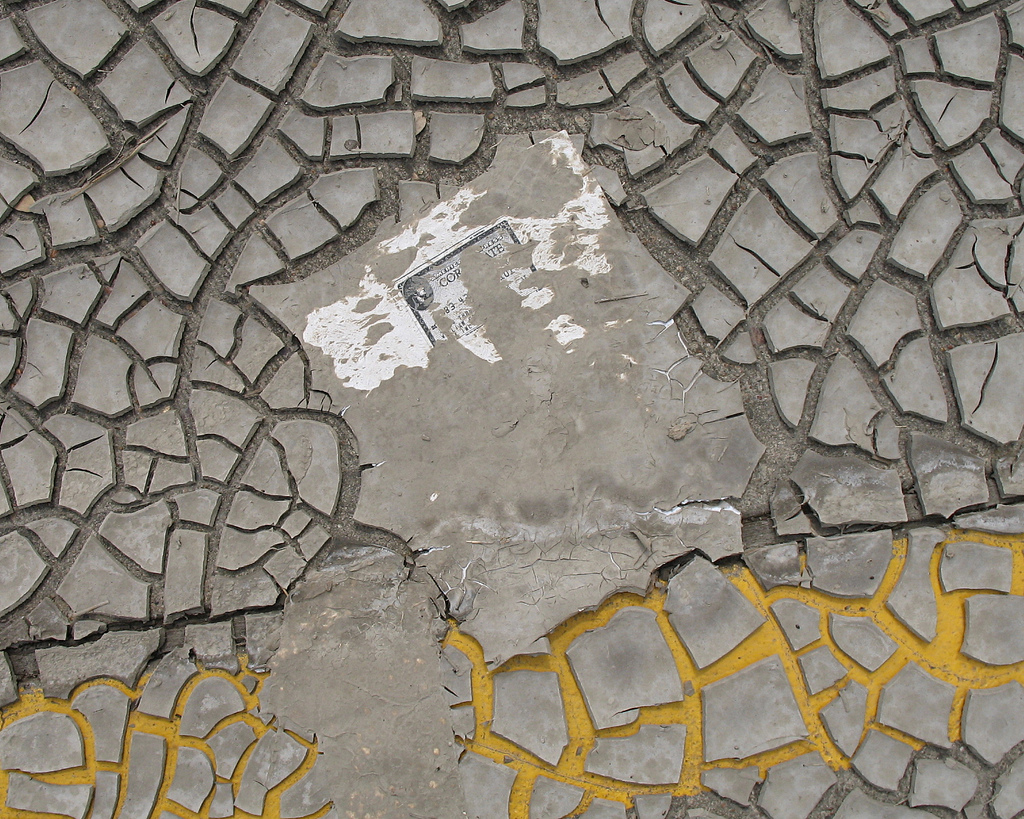
Limo

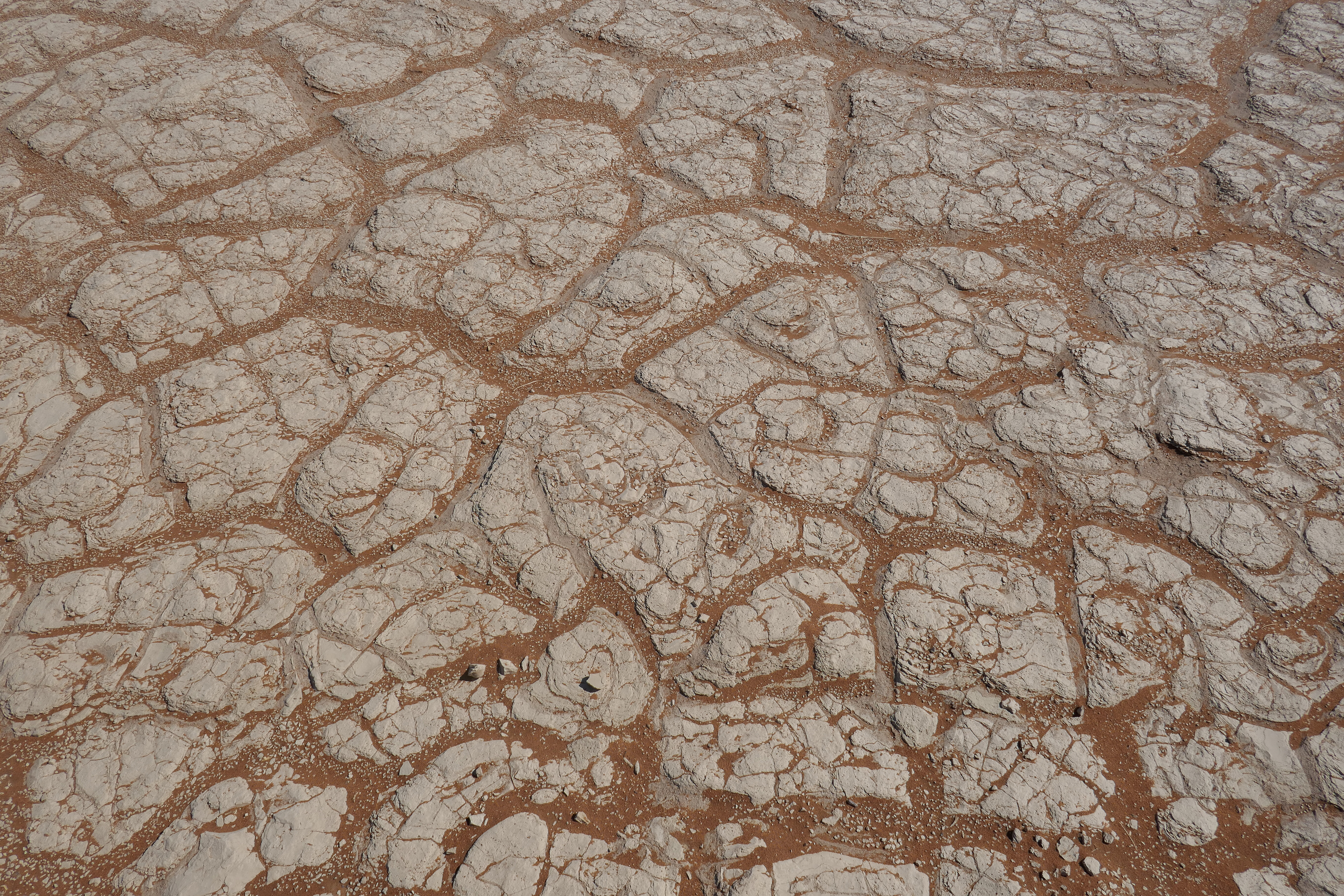
Arcilla

En la industria petrolera, donde el idioma inglés tiene una marcada presencia, los nombres más frecuentemente utilizados, directamente derivados de la clasificación C. K. Wentworth, son los siguientes:
| Escala φ    | Intervalo de tamaño (métrico) | Intervalo de tamaño (aproximado, en pulgadas) | Nombre inglés (Nombre español) (clases de Wentworth) | Otros nombres     |
| ----------- | ----------------------------- | --------------------------------------------- | ---------------------------------------------------- | ----------------- |
| <−8         | >256 mm                       | >10.1 in                                      | Boulder (bloque)                                     |                   |
| −6 hasta −8 | 64–256 mm                     | 2.5–10.1 in                                   | Cobble (guijarro)                                    | (cantos rodados)  |
| −5 hasta −6 | 32–64 mm                      | 1.26–2.5 in                                   | Very coarse (grava muy gruesa)                       | Pebble (guijarro) |
| −4 hasta −5 | 16–32 mm                      | 0.63–1.26 in                                  | Coarse gravel (grava gruesa)                         | Pebble (guijarro) |
| −3 hasta −4 | 8–16 mm                       | 0.31–0.63 in                                  | Medium gravel (grava mediana)                        | Pebble (guijarro) |
| −2 hasta −3 | 4–8 mm                        | 0.157–0.31 in                                 | Fine gravel (grava fina)                             | Pebble (guijarro) |
| −1 hasta −2 | 2–4 mm                        | 0.079–0.157 in                                | Very fine gravel (grava muy fina)                    | Granule (gránulo) |
| 0 hasta −1  | 1–2 mm                        | 0.039–0.079 in                                | Very coarse sand (arena muy gruesa)                  |                   |
| 1 hasta 0   | 0.5–1 mm                      | 0.020–0.039 in                                | Coarse sand (arena gruesa)                           |                   |
| 2 hasta 1   | 0.25–0.5 mm                   | 0.010–0.020 in                                | Medium sand (arena mediana)                          |                   |
| 3 hasta 2   | 125–250 µm                    | 0.0049–0.010 in                               | Fine sand (arena fina)                               |                   |
| 4 hasta 3   | 62.5–125 µm                   | 0.0025–0.0049 in                              | Very fine sand (arena muy fina)                      |                   |
| 8 hasta 4   | 3.9–62.5 µm                   | 0.00015–0.0025 in                             | Silt (limo)                                          | Mud (barro)       |
| 10 hasta 8  | 0.977–3.9 µm                  | 3.8×10−5–0.00015 in                           | Clay (arcilla)                                       | Mud (barro)       |
| 20 hasta 10 | 0.95–977 nm                   | 3.8×10−8–3.8×10−5 in                          | Colloid (coloide)                                    | Mud (barro)       |